# Adrian S. Lewis
Adrian Stephen Lewis (* 1962) ist ein britisch-kanadischer Mathematiker.
Lewis studierte Mathematik an der Universität Cambridge mit dem Bachelor-Abschluss 1983, dem Master-Abschluss 1987 und der Promotion als Ingenieur bei Edward James Anderson 1987 ( Extreme Point Methods For Infinite Linear Programming). Als Post-Doktorand war er an der Dalhousie University. 1988 wurde er Assistant Professor, 1993 Associate Professor und 1997 Professor an der University of Waterloo. Von 2001 bis 2006 war er Professor an der Simon Fraser University und ab 2004 Professor an der Cornell University, an der er von 2010 bis 2013 Direktor der School of Operations Research and Information Engineering war und ab 2018 Samuel B. Eckert Professor ist.
Er befasste sich unter anderem mit nichtstetiger Analysis von Eigenwerten und nichtstetiger Optimierung, Variations- und konvexer Analysis, dem Zusammenspiel von Optimierungsalgorithmen und semi-algebraischer Geometrie.
Er war als Gastprofessor an der Australian National University, verschiedenen französischen Universitäten (Toulouse, Pau, Limoges, Montpellier II), am MSRI, am Courant Institute, der University of Auckland und der Universität Sevilla.
1995 erhielt er den André Aisenstadt Prize und er erhielt den INFORMS Computing Society Prize. 2005 erhielt er den Outstanding Paper Prize der SIAM für Active sets, nonsmoothness and sensitivity (SIAM Journal on Optimization, Band 13, 2003, S. 702–725) und 2003 den Lagrange Prize for Continuous Optimization der Mathematical Programming Society und SIAM.
2009 wurde er Fellow der SIAM. 2014 war er eingeladener Sprecher auf dem Internationalen Mathematikerkongress in Seoul  (Nonsmooth optimization: conditioning, convergence and semi-algebraic methods). 2020 erhielt er den John-von-Neumann-Theorie-Preis.

## Schriften
- mit Jonathan M. Borwein: Convex analysis and nonlinear optimization: Theory and examples, 2. Auflage, Springer 2006
- Adrian S. Lewis bei worldcat.org